# Chelsea Football Club 1996-1997
Questa voce raccoglie le informazioni riguardanti il Chelsea Football Club nelle competizioni ufficiali della stagione 1996-1997.

## Maglie
| Casa | Trasferta |

## Rosa
La rosa e la numerazione sono aggiornate al 5 maggio 1997.
| N. |                        | Ruolo | Calciatore             |
| -- | ---------------------- | ----- | ---------------------- |
| 1  | Russia (bandiera)      | P     | Dmitri Kharine         |
| 2  | Romania (bandiera)     | D     | Dan Petrescu           |
| 4  | Paesi Bassi (bandiera) | D     | Ruud Gullit            |
| 5  | Francia (bandiera)     | D     | Frank Lebœuf           |
| 6  | Scozia (bandiera)      | D     | Steve Clarke           |
| 8  | Inghilterra (bandiera) | D     | Andy Myers             |
| 9  | Italia (bandiera)      | A     | Gianluca Vialli        |
| 10 | Galles (bandiera)      | A     | Mark Hughes            |
| 11 | Inghilterra (bandiera) | C     | Dennis Wise (capitano) |
| 12 | Inghilterra (bandiera) | D     | Michael Duberry        |
| 13 | Inghilterra (bandiera) | P     | Kevin Hitchcock        |
| 14 | Scozia (bandiera)      | C     | Craig Burley           |
| 15 | Inghilterra (bandiera) | D     | David Lee              |
| 16 | Italia (bandiera)      | C     | Roberto Di Matteo      |

| N. |                        | Ruolo | Calciatore      |
| -- | ---------------------- | ----- | --------------- |
| 17 | Inghilterra (bandiera) | D     | Scott Minto     |
| 18 | Norvegia (bandiera)    | D     | Erland Johnsen  |
| 19 | Inghilterra (bandiera) | D     | Paul Parker     |
| 20 | Giamaica (bandiera)    | D     | Frank Sinclair  |
| 21 | Inghilterra (bandiera) | C     | Jody Morris     |
| 22 | Inghilterra (bandiera) | A     | Mark Nicholls   |
| 23 | Irlanda (bandiera)     | P     | Nick Colgan     |
| 24 | Inghilterra (bandiera) | C     | Eddie Newton    |
| 25 | Italia (bandiera)      | A     | Gianfranco Zola |
| 26 | Inghilterra (bandiera) | D     | Neil Clement    |
| 27 | Inghilterra (bandiera) | C     | Paul Hughes     |
| 28 | Inghilterra (bandiera) | D     | Danny Granville |
| 29 | Inghilterra (bandiera) | A     | Joe Sheerin     |
| 30 | Norvegia (bandiera)    | P     | Frode Grodås    |
| 31 | Inghilterra (bandiera) | D     | John Terry      |